# St Sampson
St Sampson – wieś w Anglii, w Kornwalii. Leży 69 km na północny wschód od miasta Penzance i 343 km na zachód od Londynu.